# Guerre de Souabe
 (octobre 2020).
Batailles
Frastanz - Bruderholz - Calven 
 Dornach - Schwaderloh - Hard
La guerre de Souabe opposa durant l'année 1499 la Confédération suisse et le Saint-Empire avec l'arrivée au trône de Maximilien Ier, issu de la maison de Habsbourg.
Les conflits entre la Confédération et la maison de Habsbourg étaient fréquents durant les siècles passés. Les Habsbourgs voulaient maintenir leur influence dans la région, ce qui fit éclater la révolte des cantons alpins au cours du XIVe siècle. La maison de Habsbourg s'épuisa vainement à les combattre et elle se vit enlever la plus grande partie de ses domaines par les Confédérés. Quand Maximilien Ier arriva sur le trône, il voulut retablir la cohérence territoriale et fiscale à son empire via l'instauration, notamment, d'une taxe et d'un tribunal d'Empire et la conquête d'un passage stratégique permettant d'accéder à la Lombardie (col d'Umbrail). Cet objectif était contraire  aux intérêts suisses et la guerre éclata avec pour issue la défaite cinglante des troupes de Maximilien Ier et des chevaliers de la ligue de Souabe. Les Confédérés victorieux de cette guerre gagnent leur indépendance vis-à-vis du Saint-Empire grâce au traité de Bâle.

## Contexte politique

### Conflit entre les Habsbourg et les Confédérés
Au XVe siècle, la maison princière des Habsbourg avait, à la suite d'une série de défaites contre des villes confédérées, perdu presque toutes ses possessions du plateau suisse jusqu'à la vallée du Fricktal (l'Argovie en 1415, la Thurgovie en 1460). À partir de 1460, plusieurs villes confédérées se liguèrent avec des villes d'Empire d'outre-Rhin comme Rottweil, Mulhouse, Buchhorn et Wangen im Allgäu. Zurich et Berne essayèrent même d'attirer la ville de Constance, qui reconnaissait la suzeraineté des Confédérés sur la Thurgovie et entretenait des relations étroites avec eux, dans la Confédération ; mais les cantons campagnards s'opposèrent à l'entrée d'une grande ville de plus dans la ligue. Dès le 1er juin 1461, date de la signature de la paix avec l'Autriche qui confirme la possession des pays conquis, ceux-ci sont transformés en bailliages communs. Si la victoire de Waldshut (de) en 1468 permit aux Confédérés d'étendre leur zone d'influence au Sundgau, leur hégémonie régionale s'imposa avec la guerre de Bourgogne et la chute de Charles le Téméraire. Même le régent du Tyrol et d'Autriche antérieure, le duc Sigismond d'Autriche, dut reconnaître les possessions des Confédérés par l'Édit perpétuel de 1474. Seul le chef de la maison de Habsbourg, l'empereur Frédéric III, leur restait inexorablement opposé, mais à ce moment il ne régnait plus que sur les duchés d'Autriche, de Styrie et de Carinthie. Malgré cela, la Confédération demeurait sous la menace de tentatives de reconquête autrichienne en Argovie et Thurgovie.

### Le rétablissement de la situation des Habsbourg et la ligue de Souabe
Au cours de la seconde moitié du XVe siècle, la menace pesant sur la maison des Habsbourg était sans précédent : tandis que l'empereur Frédéric III s'enlisait depuis 1477 dans une guerre désastreuse avec le roi de Hongrie Mathias Corvin, les ducs de Bavière de la maison des Wittelsbach montaient en puissance dans l'Allemagne méridionale. Frédéric III finit par perdre tous ses fiefs de Hongrie, et fut contraint de courir le pays en demandant l'hospitalité aux monastères qu'il trouvait sur sa route. Son neveu, Sigismond d'Autriche, mit en gage le comté de Tyrol auprès des ducs de Bavière et leur vendit en 1487 l'Autriche antérieure à l'exception du Vorarlberg.

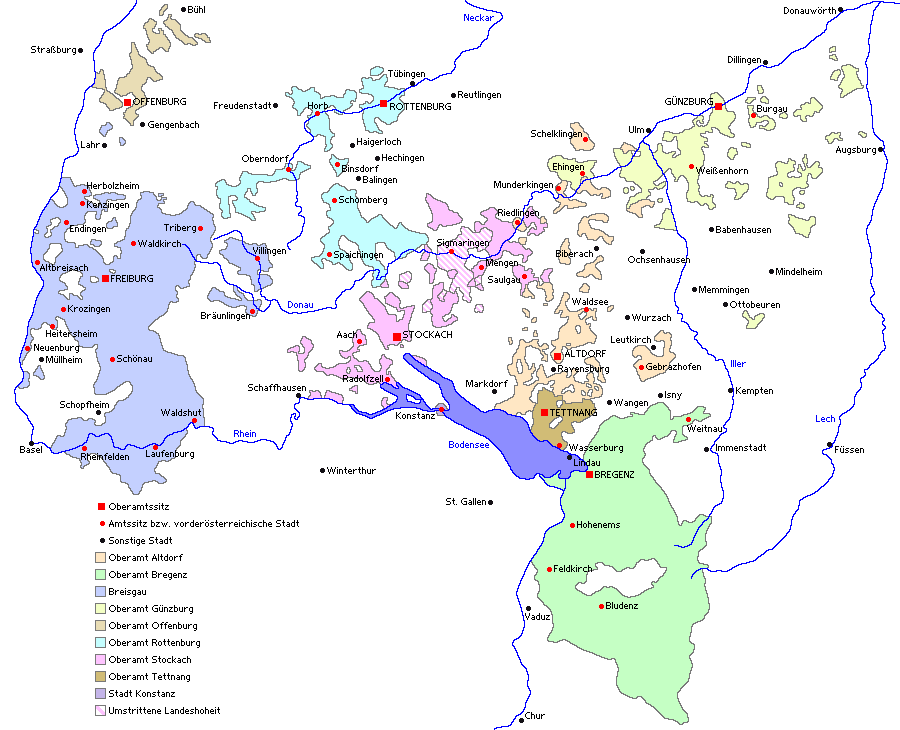
Carte de l'Autriche antérieure, fief Habsbourg du vieux duché de Souabe.

Dans ces circonstances dramatiques, Frédéric III fit placer Sigismond sous tutelle et expulsa tous les nobles apparentés aux Wittelsbach de leurs terres. Il y avait parmi eux des seigneurs alliés aux villes et cantons confédérés, comme le comte George von Sargans et le comte Gaudenz von Matsch (de), qui dressaient les cantons contre les Habsbourg. Pour contrer les Wittelsbach, les villes d'Empire d'Allemagne méridionale, la confrérie des chevaliers de Saint-George, le comte de Würtemberg, les États de Sigismond, l'Autriche antérieure et le Tyrol s'unirent à leur tour à l'instigation des Habsbourg en 1488 en une ligue de Souabe. Les cantons fédérés déclinèrent l'invitation qui leur fut faite de se joindre à cette union sacrée : il y avait ainsi désormais trois grandes puissances militaires en Allemagne, à savoir la ligue de Souabe, les confédérés et le duché de Bavière.

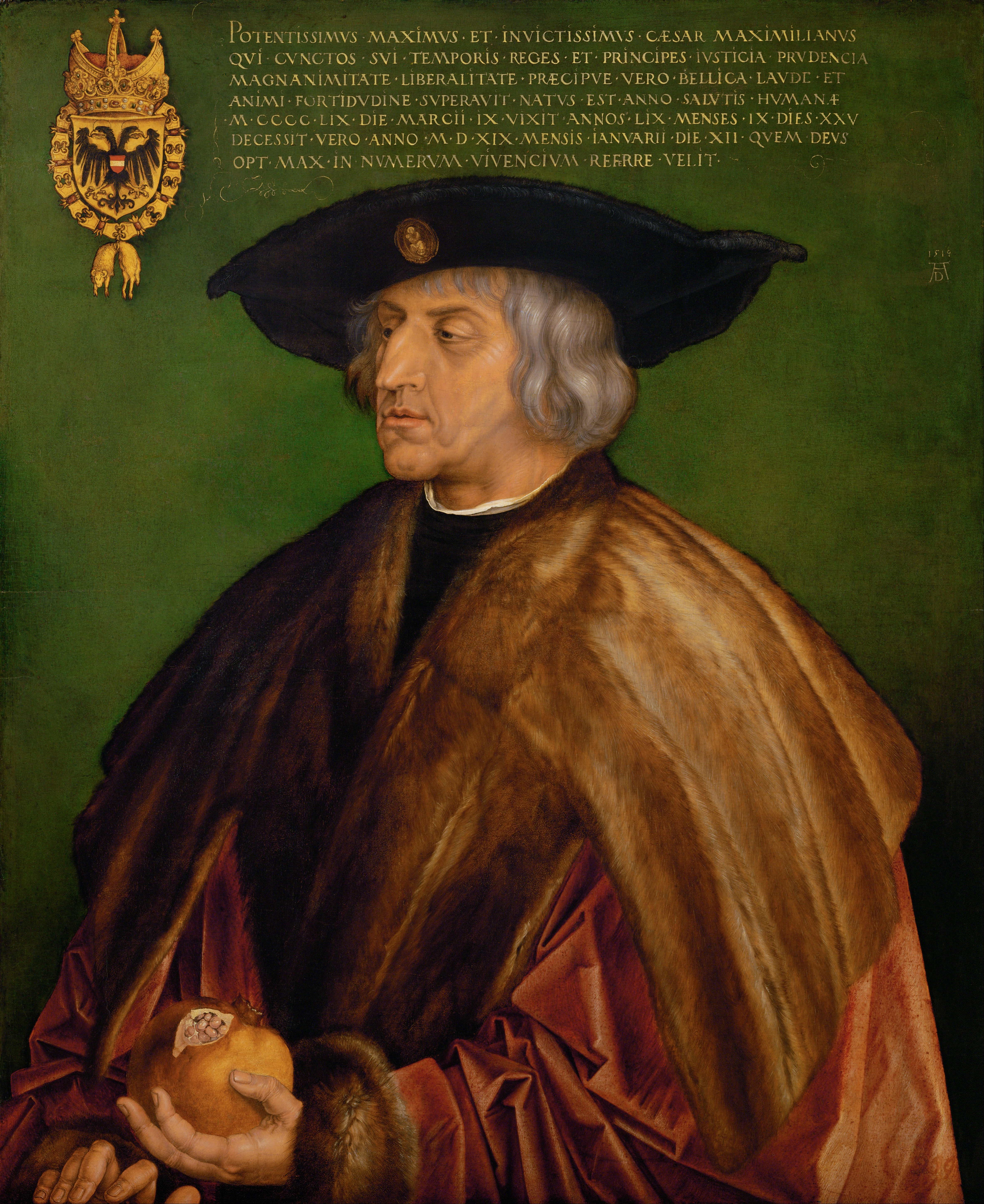
Maximilien Ier, empereur à partir de 1486. Portrait d'Albrecht Dürer.

Frédéric III avait entretemps fait élire en 1486 son fils Maximilien Ier, roi des Romains. Maximilien, par la dot de sa femme Marie de Bourgogne, fille de Charles le Téméraire, avait hérité des Pays-Bas et du duché de Bourgogne. En 1487 les Confédérés obtinrent de Maximilien par la négociation, qu'il garantisse leur indépendance, leurs droits et privilèges par le traité de « politique perpétuelle » signé à Constance. Pour la première fois, un prince Habsbourg reconnaissait formellement des libertés à l'intérieur de ses terres. De leur côté, les citoyens de la Confédération s'engageaient à « agir en tout comme sujets du roi des Romains et du Saint-Empire romain germanique ». Mais la France et la Hongrie se démenèrent pour empêcher le rapprochement des Confédérés et du Saint-Empire, si bien qu'en 1488 les villes de Zurich, Berne, Zoug et Soleure repoussèrent silencieusement la proposition de Maximilien. Cet acte d'union s'anéantit finalement de lui-même lorsqu'en 1491 la Confédération, à l'instigation du roi de France, signa un traité d'amitié et de non-agression avec les ducs de Bavière.

### Reislaüfersuisses contrelansquenetsallemands
La rivalité de la France et de Maximilien Ier sur l'héritage bourguignon se solda par une série de guerres en Flandres et en Bourgogne, prémisses à une opposition séculaire entre les rois de France et la dynastie des Habsbourg. La Confédération, grande pourvoyeuse de mercenaires pour les deux camps, se trouva entraînée involontairement dans le conflit. Dans chaque ville et chaque village de la Confédération, on trouvait un parti pro-français et un parti pro-Habsbourg qui rivalisaient de violence et d'avidité pour les soldes de mercenariat. Les cantons du Centre de la Suisse penchaient plutôt pour la France, cependant que Berne et Zurich étaient du parti Habsbourg. Maximilien Ier s'efforça en vain d'empêcher ses sujets de la Confédération d'aller « courir le riz » (s'engager comme mercenaires) en France. Comme ces « Reisläufer » grossissaient inexorablement les rangs français au détriment de l'armée de Maximilien, ce dernier mit sur pied une arme comparable, les « lansquenets » recrutés en Allemagne méridionale. Aussi s'instaura-t-il une haine mutuelle entre les Confédérés et ces mercenaires souabes, se traduisant par un répertoire fourni d'injures, par des chansons grivoises et des accusations mutuelles de trahison.
Les manigances de Frédéric III pour accroître sans cesse le nombre d'adhérents à sa ligue de Souabe finirent par irriter la Confédération qui considérait la Souabe méridionale comme incluse dans sa sphère d'influence. La noblesse de Souabe, les villes d'Empire et même le petit peuple s'animèrent d'une haine graduelle contre les Confédérés. Cela tenait d'une part à ce qu'au cours du XVe siècle, le Sud de l'Allemagne avait plus d'une fois été ravagé par les coups de main des cantons fédérés, et d'autre part à ce que ces cantons étaient des concurrents objectifs de la Souabe sur le plan commercial et économique. En bref, les cantons républicains s'opposaient à la Souabe aristocratique. La concurrence entre les mercenaires des deux régions (Reislaüfer et lansquenets) se superposait à ce contexte tendu. La formation de la puissante ligue de Souabe, qui se dressait maintenant face à la ligue des Confédérés, remplissait d'aise et de fierté la noblesse et les bourgeois de Souabe, et suscitait une conscience politique nouvelle. Ces circonstances firent que les peuples du nord et du sud du Rhin devinrent de plus en plus étrangers l'un à l'autre ; les sobriquets insultants de « vacher suisse » (Kuhschweizer) et de « cochon de Souabe » (Sauschwabe) datent de cette époque.

### La réforme institutionnelle du Saint Empire sous MaximilienIer
L'Autriche des Habsbourg devait se redresser de façon spectaculaire entre 1489 et 1491. La succession problématique de Louis XI en France permit à Maximilien d'entrer enfin en possession de son fief de Bourgogne ; il récupéra en 1490 le Tyrol et l'Autriche antérieure. La mort brutale de Mathias Corvin soulagea la frontière de l'Est, permettant à Frédéric III de récupérer ses possessions. Sa mort, en 1493, permit à Maximilien de réunir pour la première fois dans l'histoire toutes les terres Habsbourg sous une même couronne. La Confédération n'avait plus à présent sur sa frontière nord que des territoires Habsbourg.
Maximilien Ier entreprit, en tant que roi des Romains, de renforcer l'administration centrale. Lors de la Diète de Worms de 1495, il lança une profonde réforme du Saint-Empire. Les électeurs obtinrent du roi de pouvoir se constituer en parlement. En contrepartie, ce Reichstag autorisait la collecte d'un impôt impérial, le Gemein Pfennig (de), pour permettre à l'empereur de mener la guerre contre la France en Italie, et contre les Turcs en Hongrie. Pour mettre un terme définitif aux tiraillements, Maximilien décréta à Worms une paix impériale, à laquelle le nouveau tribunal d'Empire, le Reichskammer était chargé de veiller. Si la Confédération était toujours formellement membre du Saint-Empire, elle ne reconnut pas les décrets de la Diète de Worms, et, à l'exception de Berne, n'avait pas envoyé de délégation au Reichstag.
Les guerres de Saint-Gall en 1489 – 90 amenèrent le tribunal du Reichskammer à citer en justice les cantons de Saint-Gall et d'Appenzell, et les condamna à la mise au ban de l'Empire. Comme cette condamnation interdisait à Saint-Gall le commerce du drap, les Confédérés intercédèrent à plusieurs reprises auprès du Reichstag et de Maximilien, la dernière fois en 1497 à Innsbruck. Aucun point d'entente ne put être trouvé, les Confédérés se refusant à reconnaître la souveraineté du tribunal impérial. D'autres procès similaires condamnèrent Mulhouse et Rottweil, pour faire pression sur ces alliés de la Confédération et les amener à accepter la réforme de l'Empire.

## Déclaration de guerre

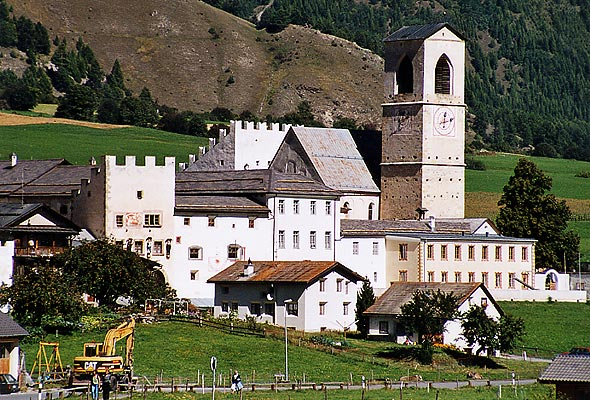
Le monastère bénédictin Saint-Jean dans la vallée de Müstair (Suisse).

La situation politique délabrée des Grisons devait être le prétexte pour la guerre entre Maximilien et la Confédération. Le prince Habsbourg possédait depuis 1496 huit juridictions dans le Prättigau et détenait tous les droits en Basse-Engadine, dans le val Müstair et le Vinschgau ; droits qui étaient toutefois contestés par les évêques de Coire. Deux ligues s'étaient élevées dans ces régions sous influence Habsbourg : la ligue de la Maison-Dieu (Gotteshausbund) animée par les sujets de l'évêché de Coire, et la ligue des Dix-Juridictions (Zehngerichtebund) de l'ancienne seigneurie de Toggenburg dans les Grisons. Les prétentions des Habsbourg poussèrent la Gotteshausbund en 1498 à rallier les Confédérés, mettant l'évêque, Henri de Coire, à la fois électeur d'Empire et membre de la ligue, dans une situation embarrassante.

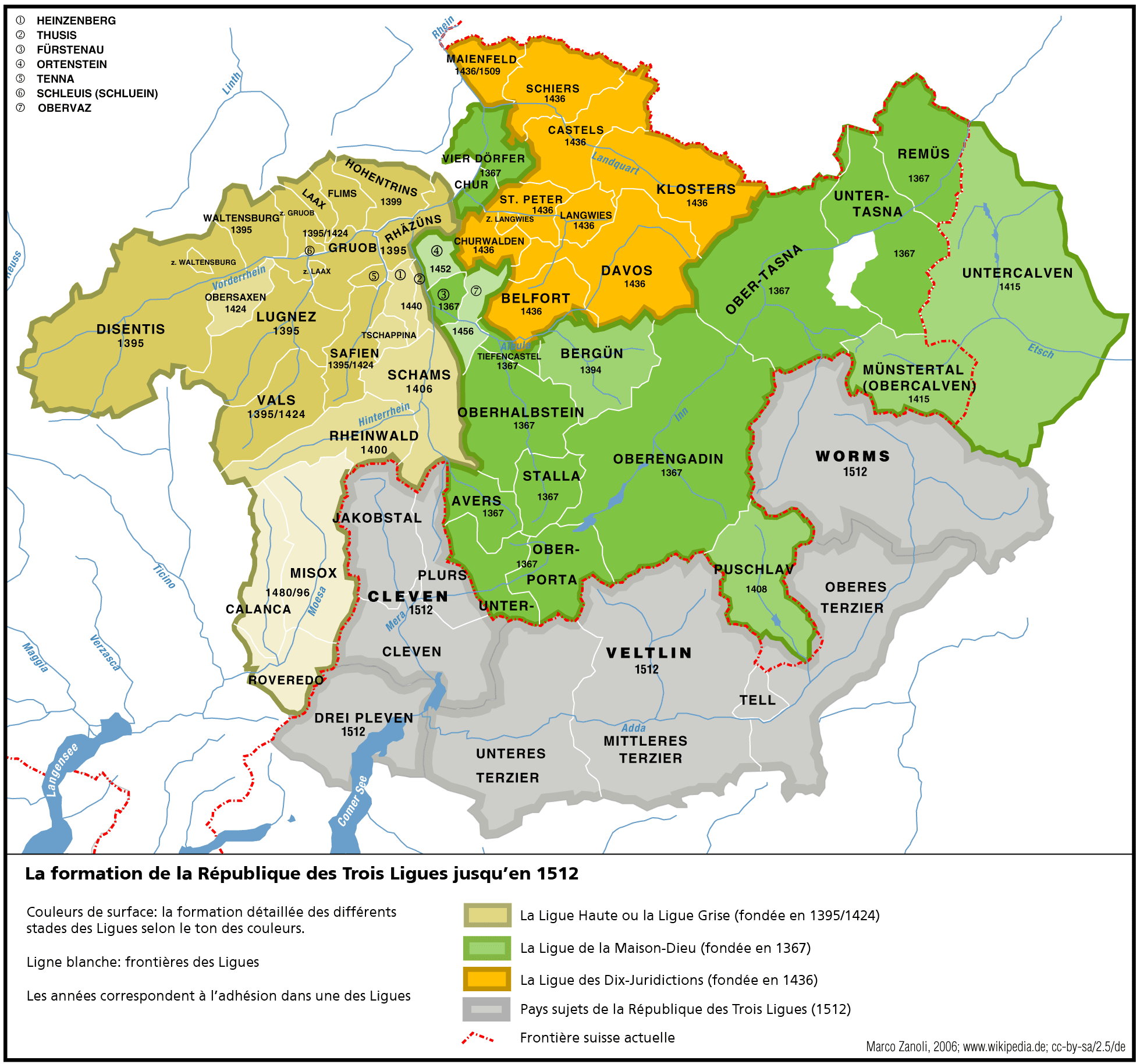
La formation des trois ligues dans les Grisons.

En janvier 1499 le gouverneur autrichien du Tyrol ordonna l'occupation militaire du Vinschgau et du val Müstair, pour mettre un terme à l'autorité de l'évêché et imposer ses revendications à la ligue de la Maison-Dieu. Sa véritable intention était de tenir le col d'Umbrail, qui permettait un passage direct entre Innsbruck et Milan : cette route était vitale pour la défense des intérêts militaires des Habsbourg en Lombardie. Alors que l'évêque de Coire était en pourparlers d'armistice avec Maximilien, la ligue de la Maison-Dieu appela la Confédération à la rescousse, et le gouverneur de Tyrol en appela à la ligue de Souabe. Les deux partis massèrent leurs troupes dans la basse vallée du Rhin près de Sargan c'est-à-dire Feldkirch au début de février 1499. Bien qu'un repli commun, qui prévoyait un règlement pacifique du conflit devant le Reichskammer, eût été conclu le 26 janvier à Glurns entre l'intendant du Tyrol et Henri de Coire, un conflit éclata près de Balzers entre les lansquenets souabes et les contingents des Confédérés. Des provocations réciproques parmi la soldatesque avaient conduit à cet affrontement. Le 6 février, le capitaine Heini Wolleb, du canton d'Uri, fit franchir promptement le Rhin par un petit contingent et incendia quelques maisons. Cet événement fournit un prétexte commode aux troupes souabes pour s'emparer, le 7 février, du col de Saint-Luzisteig et de Maienfeld.
Les récits sur cette première phase du conflit sont contradictoires et de parti-pris. S'il paraît évident qu'aucun des deux partis ne souhaitait entrer en conflit, à partir du 7 février 1499, la ligue de Souabe et les Confédérés se trouvaient face à face les armes à la main sans que personne en puisse expliquer la raison. Maximilien n'avait à ce moment précis aucun intérêt d'entrer en guerre, empêtré sur deux autres fronts dans une guerre d'usure avec la France en Bourgogne et en Italie.

## Déroulement du conflit

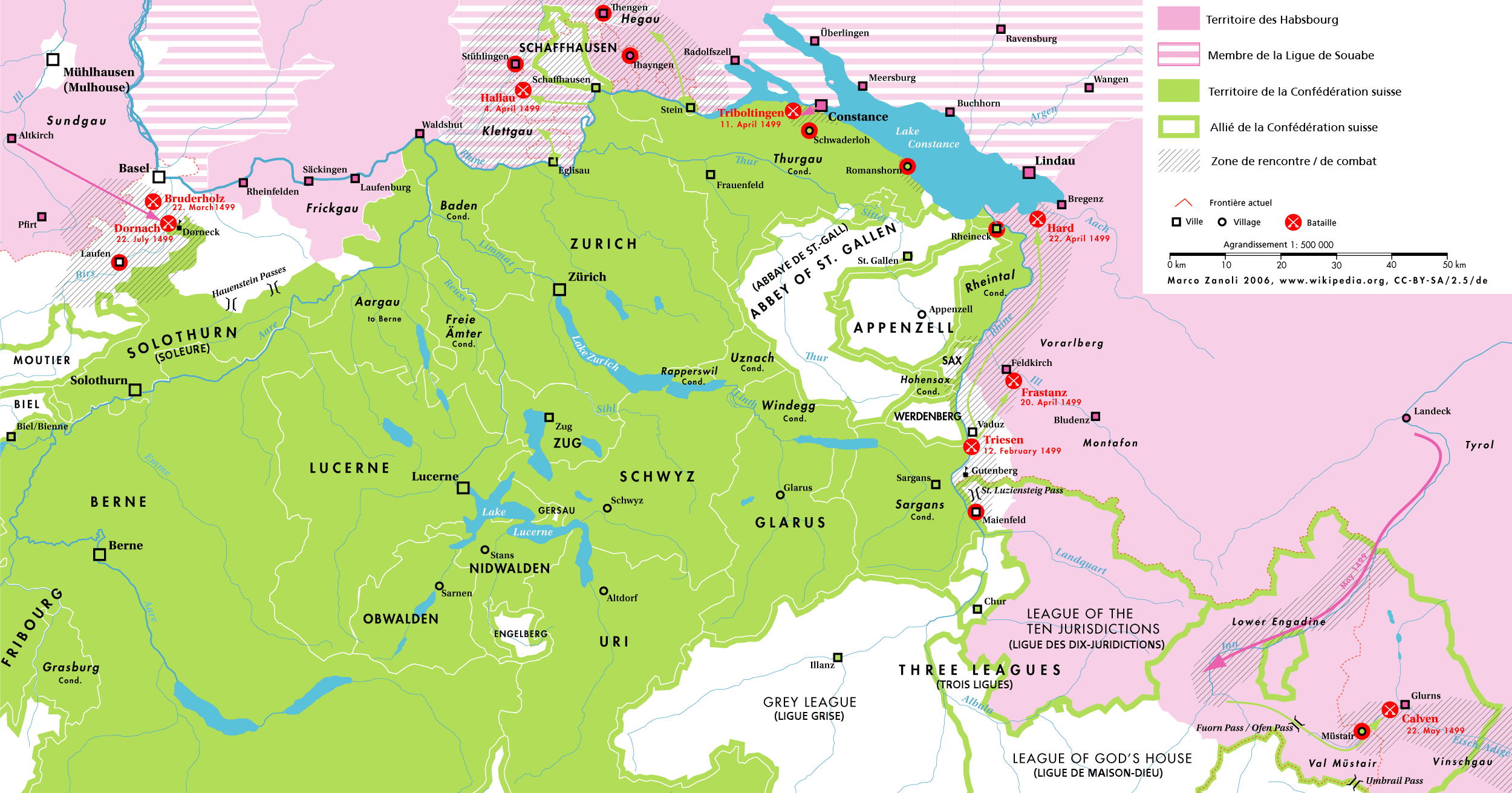
Déroulement de la guerre de Souabe.

### Premières escarmouches entre Bâle et Maienfeld

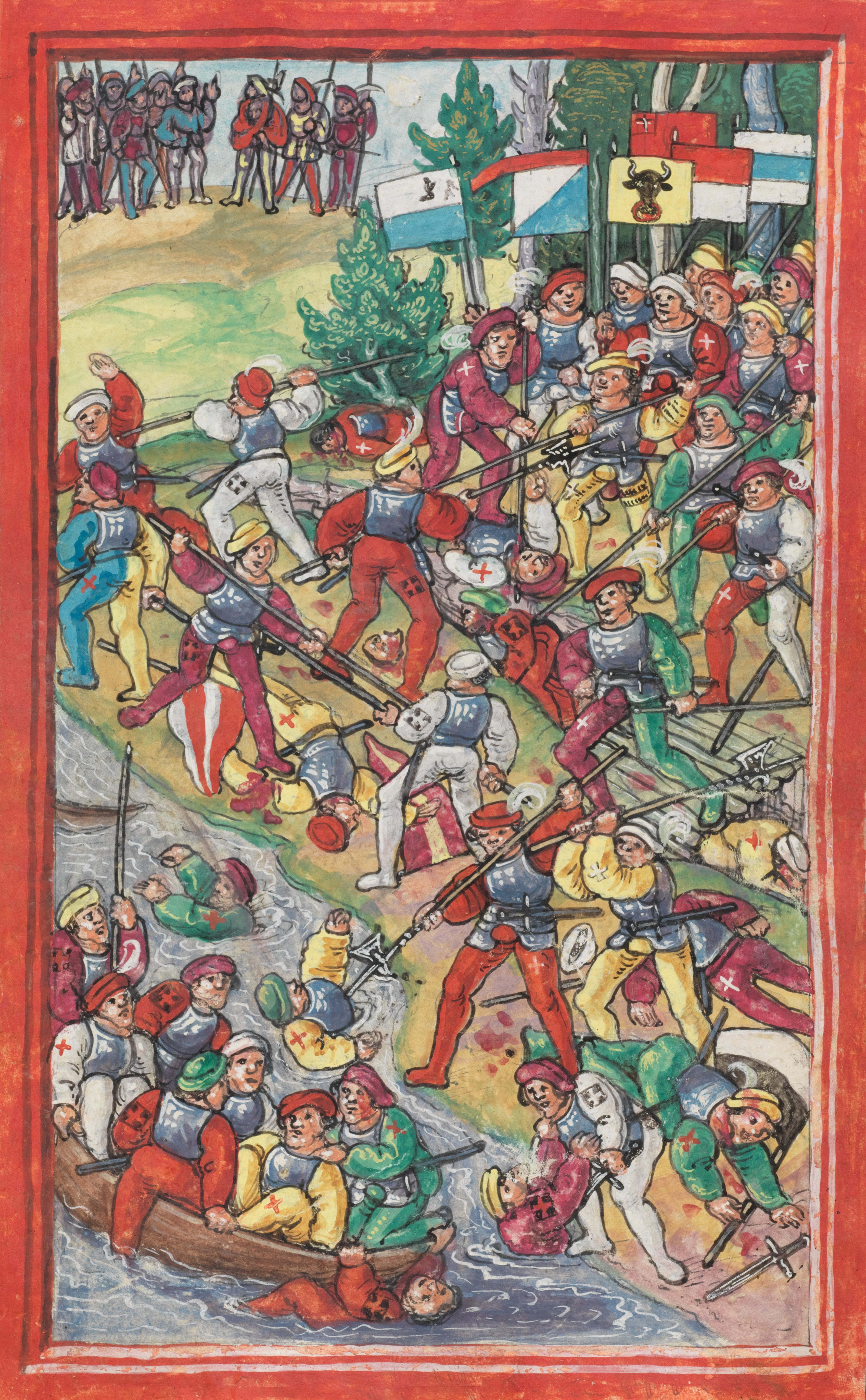
Tableau du combat de Hard d'après la Chronique de Lucerne (1513).

Les 11 et 12 février, les Confédérés et leurs alliés marchèrent contre les troupes souabes de Saint-Luzisteig et de Maienfeld et les affrontèrent dans l'actuel Liechtenstein. Pendant l'escarmouche de Triesen les Souabes sonnèrent le rassemblement, ce qui fit que les Confédérés se replièrent sur les bords du lac de Constance. Le 22 février, ils tombèrent dans les environs de Brégence sur d'autres ennemis, qui furent anéantis près de Hard. Entretemps, une autre armée confédérée avait fait irruption dans l'Hegau, dévastant et pillant plusieurs bourgs et villages (première campagne de l'Hegau). Les Confédérés se replièrent bien vite sur la frontière. Les troupes de la ligue de Souabe ne contre-attaquèrent que plus tard, le 22 mars, sur le village de Dornach dans le canton de Soleure, mais furent battues à plate couture par une armée confédérée sur le plateau du Bruderholz.
Au début du mois d'avril, Maximilien décréta lors de la Diète de Mayence la confiscation impériale et la mise au ban de l'Empire des Confédérés. Les deux belligérants commencèrent alors une campagne systématique de pillage et de destruction des bourgs ennemis le long du Rhin. La guerre fut menée avec une cruauté extrême de part et d'autre, s'en prenant même aux civils. Les Confédérés décidèrent à partir du 11 mars de ne plus faire de prisonniers lors des combats. Cette mesure visait à instaurer chez les combattants une discipline permettant d'éviter que des guerriers isolés puissent rejoindre leurs rangs après la capture de prisonniers, et mettre en cause le succès de la guerre. Dans d'autres conflits contemporains comme les guerres de Bourgogne, les Confédérés pratiquaient le trafic habituel de rançon pour restituer les prisonniers. Afin de faire mettre en application cet ordre par les troupes, on fit prêter serment à chaque soldat individuellement. Le nombre particulièrement élevé de victimes côté souabe s'explique essentiellement par le fait que tout homme tombé vivant aux mains de l'ennemi était massacré (« exécuté »).

### Le front oriental: Schwaderloh, Frastanz et Calven
Le 11 avril 1499 la ligue de Souabe lança une grande offensive en Thurgovie. Quelques villages furent d'abord pillés au sud de Constance. C'est alors que les troupes confédérées tombèrent sur l'armée souabe à Schwaderloh près de Triboltingen et l'anéantirent. 1 300 Souabes périrent, dont 150 citoyens de Constance, et les Confédérés s'emparèrent de l'artillerie et du ravitaillement. Ils se portèrent à nouveau le 17 avril dans le Klettgau et l'Hegau pillant plusieurs bourgs, comme Tiengen et Stühlingen (deuxième campagne de l'Hegau). Toute cette guerre n'est faite que de semblables coups de main, seulement interrompus par quelques batailles rangées. Le 20 avril une autre équipée des Confédérés dans le Vorarlberg tomba à Frastanz sur un fort de la ligue de Souabe destiné à couvrir Montafon et, au-delà, Feldkirch. Mais les Confédérés furent une nouvelle fois victorieux lors de la bataille de Frastanz, un haut-fait décisif pour l'issue du conflit.

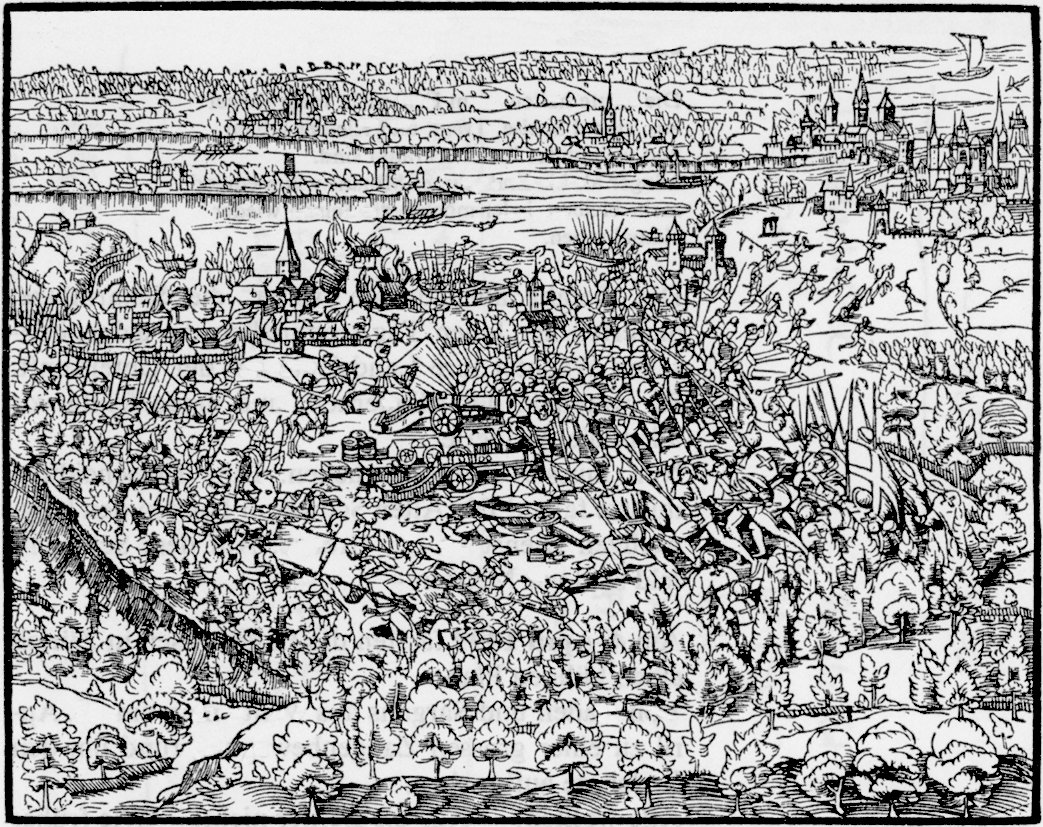
La bataille de Schwaderloh-Triboltingen d'après les Chroniques de Stumpf.

Maximilien avait entretemps rallié Constance depuis les Pays-Bas. Comme son appel à la guerre contre la Confédération ne trouvait qu'un faible écho dans l'Empire, il ne put y réunir suffisamment de troupes. Aussi décida-t-il d'attaquer en profondeur et loin de sa base d'opération, les Confédérés étant encore occupés à piller le Sundgau et la vallée du Rhin. Les troupes confédérées se heurtèrent pour la troisième fois aux armées ennemies dans l'Hegau le 21 mai, mais devant la supériorité numérique des armées de la ligue de Souabe, elles se replièrent sans combattre sur le Rhin. Pourtant, avant que Maximilien ait pu regrouper ses forces, stationnées alentour de Glurns dans le val Venosta, les ligues de la Maison-Dieu et des Dix Juridictions mirent l'armée des Habsbourgs en déroute le 22 mai à la bataille de Calven. Les ennemis vaincus furent massacrés sans pitié et poursuivis jusque dans le val Venosta, les destructions et pillages continuant au passage. Maximilien ne rejoignit ses troupes qu'une semaine plus tard et partit ravager l'Engadine en représailles, mais dut battre rapidement en retraite à l'arrivée de l'armée confédérée.

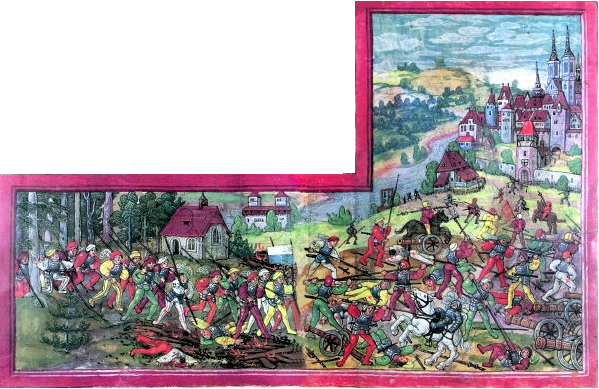
La bataille de Schwaderloh-Triboltingen sous les murs de Constance.

Comme la ligue de Souabe, craignant une invasion de son territoire par l'armée confédérée, ne voulait pas envoyer de troupes pour appuyer Maximilien dans les Grisons, ce dernier n'eut plus qu'à se replier sur le lac de Constance. L'armée impériale opéra finalement sa jonction à Constance au mois de juillet et fut passée en revue le 16 juillet par l'empereur en personne. Elle comptait 2 500 chevaliers et 10 000 fantassins. Plusieurs grands électeurs avaient fait personnellement le voyage parmi lesquels le duc George de Bavière-Landshut, Albrecht de Saxe, le margrave Frédéric Ier de Brandebourg-Ansbach, le comte Louis de Palatinat, le margrave Christophe de Bade et le duc Ulrich VI de Wurtemberg. Les Confédérés s'attendaient maintenant à une contre-offensive en Thurgovie, et rassemblèrent une armée considérable dans les environs de Schwaderloh ; mais, pour une raison inconnue, Maximilien s'abstint : peut-être son état-major n'était-il pas parvenu à s'entendre sur un plan d'attaque, ou bien l'armée des Confédérés paraissait-elle trop forte. Toujours est-il que le 22 juillet, l'empereur quitta le camp de Constance et conduisit quelques troupes à Lindau. Les troupes firent halte à Rheineck, attaquèrent et pillèrent au passage la petite ville de Rorschach. Alors que l'empereur quittait Constance, la plus grosse partie des troupes de la ligue de Souabe commencèrent à se replier ; le 25 juillet elles se portaient sur Thayngen pour une ultime escarmouche. Les troupes souabes firent marche sur Schaffhouse, ayant rencontré une résistance inhabituelle lors du pillage de Thayngen : dix-sept heures durant, 30 paysans qui s'étaient barricadés dans le clocher tinrent tête aux assaillants jusqu'à ce qu'on finisse par faire exploser l'édifice, à l'approche menaçante d'un régiment confédéré venu de Schaffhouse et fort de 800 hommes. Sur ce, les cavaliers souabes parvinrent à se replier sans combattre, malgré leur infériorité numérique.

### Le front occidental: Dornach
La décision pour les guerres de Souabe se fit sur le front occidental. Si les troupes de la ligue de Souabe avaient tenté avec succès un coup de main sur Hauenstein dans la région de Soleure, et avaient pu défaire un contingent confédéré à Laufen sur la Birs, elle n'avaient rien obtenu de plus que la reconquête de la vallée de la Birs. La durée du conflit et l'absence de résultats sur le plan militaire contraignirent financièrement Maximilien vers la mi-juillet, car les mercenaires, qui n'avaient plus touché de solde depuis des mois, menaçaient de quitter l'armée. Selon un rapport du général Heinrich von Fürstenberg, on sait qu'il fallait chaque mois verser 6 000 florins pour la « garde Welsche » et ses 1 000 cavaliers, 4 000 florins pour les fantassins et 2 000 florins pour les nobles, les chevaliers et leurs écuyers. Même les lansquenets souabes se rebellaient, car l'époque des moissons approchait sans qu'on voie l'issue du conflit. Après un conseil de guerre tenu à Ensisheim du 4 au 10 juillet en présence des princes-électeurs, on opta pour une attaque sur Soleure avec l'objectif d'envahir et de piller toute la région jusqu'à Aare. Ainsi la troupe pourrait-elle au moins se payer sur le pays.

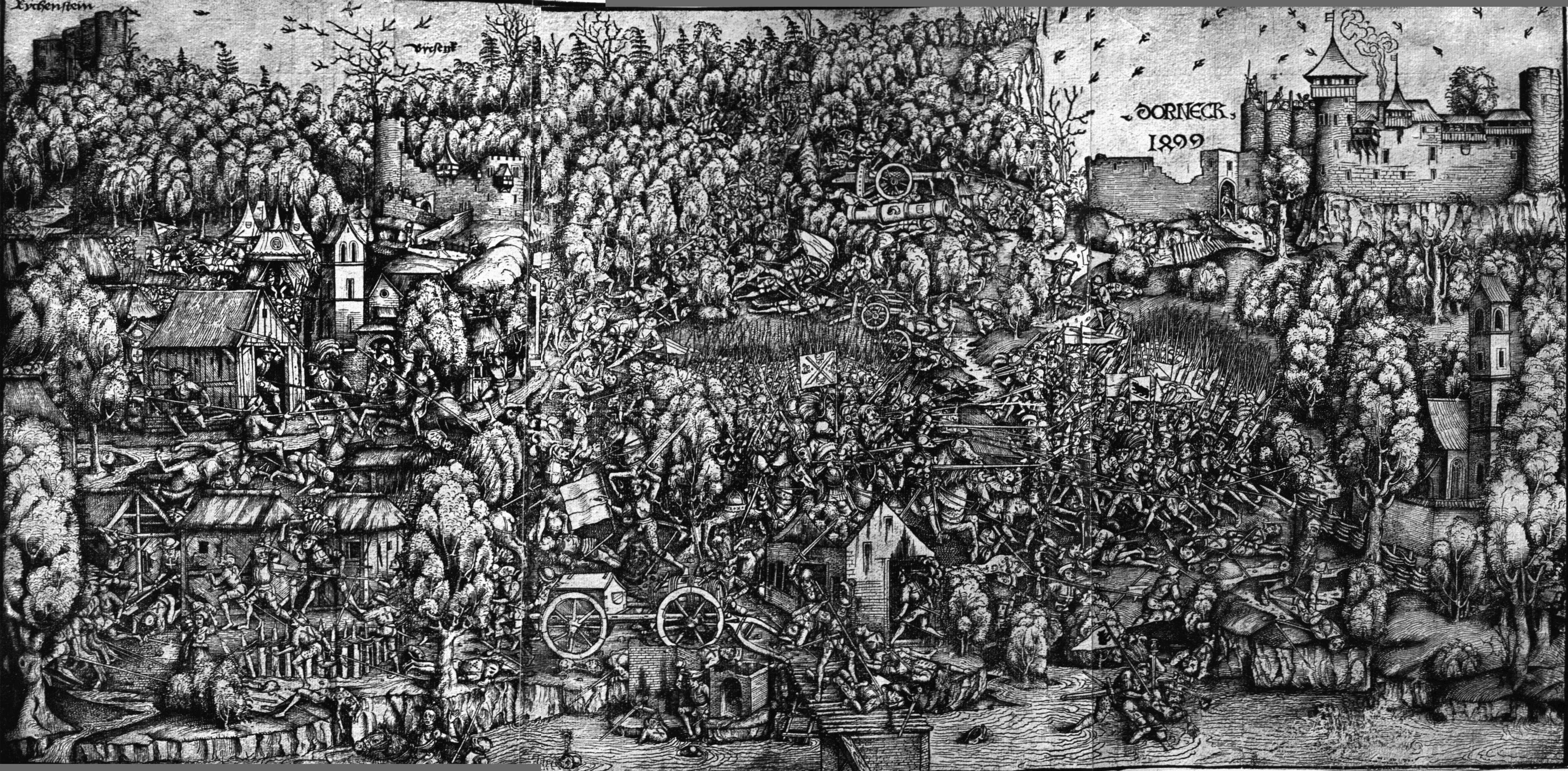
La bataille de Dornach d'après une gravure d'époque.

L'assaut principal sur Bâle fut un succès. Le corps d'armée fort de 10 000 soldats marcha sous les ordres du général Heinrich von Fürstenberg depuis le camp d'Altkirch jusqu'au fort en ruine de Dorneck, qu'il était prévu d'occuper, afin de pouvoir atteindre Hauenstein. Les Confédérés marchèrent à sa rencontre avec 6 000 hommes levés à la hâte, pour l'essentiel des habitants de Soleure menés par Niklaus Konrad, et surprirent les troupes impériales dans leur camp. Cette bataille de Dornach fut une victoire décisive pour les Confédérés grâce à l'arrivée en renfort de 1 200 fantassins venus de Lucerne et de Zoug, qui, après plusieurs heures de combat, firent pencher la balance en leur faveur. Après de lourdes pertes, l'armée souabe se résolut au repli abandonnant une fois de plus son ravitaillement et son artillerie. Heinrich von Fürstenberg ainsi que près de 3 000 cavaliers et mercenaires restaient sur le terrain, les Confédérés n'ayant perdu que 500 soldats.

## Traité de paix

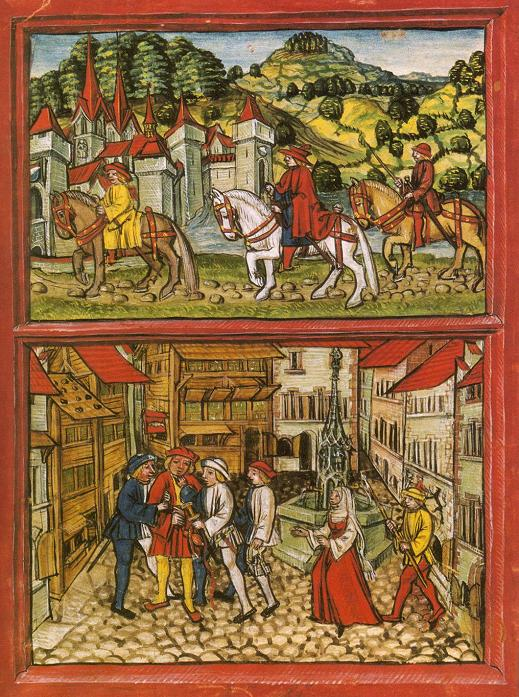
Le frère du duc de Milan Ludovic Sforza faisant route en 1499 vers Zürich pour enrôler des mercenaires (d'après le Lucernois Schilling).

Après la bataille de Dornach, la chevalerie souabe avait perdu confiance dans la compétence militaire de Maximilien, et elle repoussa l'idée de reconstituer une armée. La ligue de Souabe avait payé un tribut humain bien supérieur aux Confédérés ; la Souabe méridionale avait été ravagée et pillée à plusieurs reprises, et pratiquement toute l'artillerie était tombée aux mains des Confédérés. Les Confédérés eux-mêmes ne reprirent pas les hostilités après juillet, car les moissons allaient commencer. Aussi ne déclinèrent-ils pas la première proposition d'armistice que Maximilien leur fit au mois d'août.
Les guerres de Souabe prirent également fin par suite des événements d'Italie : tandis que Maximilien était aux prises avec les Confédérés, le roi de France Louis XII, lucide, prenait le contrôle du duché de Milan. Le duc de Milan, Ludovic Sforza, voulait se concilier aussi bien l'empereur que les Confédérés pour combattre la France, et alla jusqu'à faire se réconcilier les deux parties, car sans une paix dans les Alpes, il ne lui était possible de recruter ni mercenaires suisses, ni lansquenets.
Et en effet, malgré les manœuvres de diplomates français auprès de l'assemblée délibérative de la Confédération pour empêcher un armistice, le Milanais parvint avec force argent à acheter la paix. Le 22 septembre 1499, l'empereur et les Confédérés signèrent la paix de Bâle. Le traité de paix ne parlait plus de rébellion (Reichskrieg), mais d'une guerre entre deux États : Maximilien signait ce traité en tant qu'archiduc d'Autriche et de comte de Tyrol, tandis que l'évêque Henri de Coire représentait les cantons confédérés.

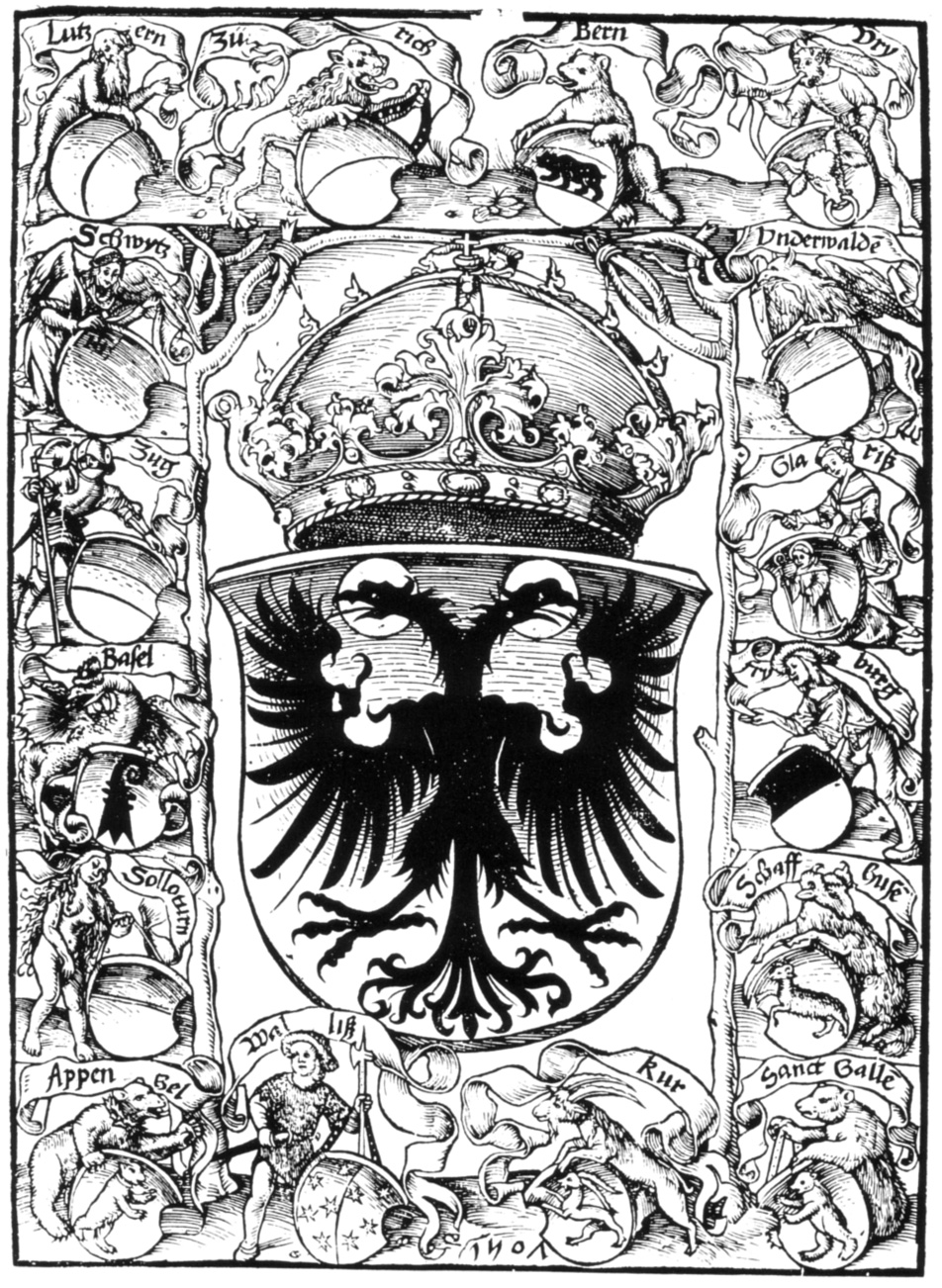
Page de titre de la première chronique suisse de P. Etterlin (1507). L'emploi de l'aigle impérial montre clairement que la Confédération n'avait aucune intention d'abandonner les institutions impériales.

La paix de Bâle confirma les droits des Habsbourg sur les huit juridictions du Prättigau, reconnaissait l'autorité souveraine des Confédérés sur la Thurgovie et instituait un tribunal d'arbitrage pour les différends opposant à l'avenir les Habsbourg et les Confédérés. Les relations entre la Confédération et le Saint-Empire n'étaient pas évoquées, mais on affirmait seulement que le roi des Allemands suspendait tous les procès et condamnations prononcés avant et pendant la guerre « et qu'hormis les points précisément stipulés dans ce traité, les deux parties se tenaient comme avant la guerre », c'est-à-dire que sur le plan juridique, on convenait d'un statu quo ante. Cela revenait à humilier la Reichskammer devant la Confédération et à reconnaître officiellement le statut d'indépendance des cantons. Par là, les réformes institutionnelles du Saint-Empire ne devaient jamais s'appliquer à la Confédération. Les villes d'Empire de Bâle et Schaffhouse adhérèrent à la Confédération en 1501.

## Conséquences

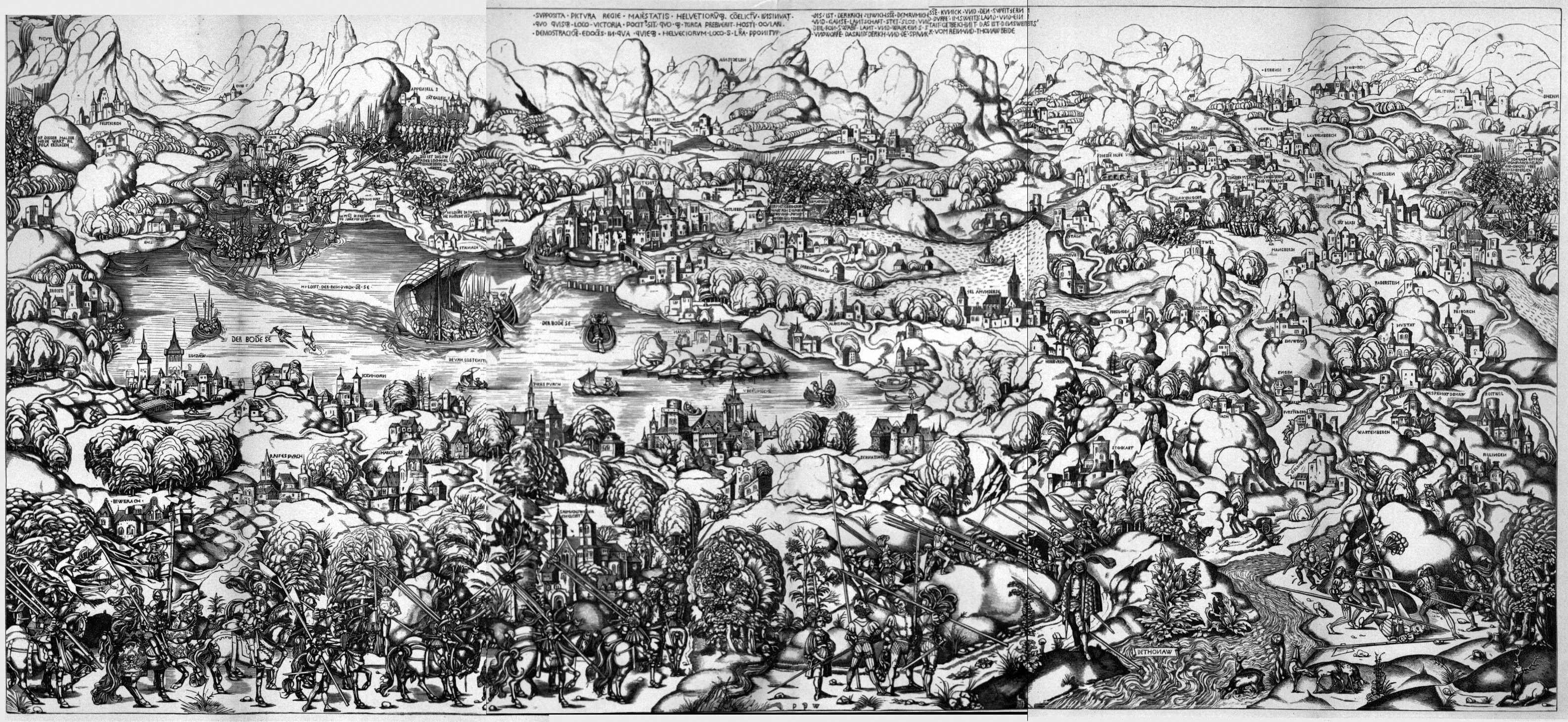
Dessin de la guerre de Souabe par le maître « P.P.W. » vers 1500.

La Confédération cantonale était parvenue, au cours de la guerre de Souabe, à défendre victorieusement son indépendance au sein du Saint-Empire romain germanique. D'un point de vue juridique, elle demeurerait cependant une composante de l'Empire jusqu'à la paix de Westphalie de 1648. Ainsi, sur tous les blasons ou écussons des pays, communes ou cantons de Suisse, l'usage des distinctions seigneuriales héritées du Saint-Empire se maintint, en tant qu'affirmation de l'unité de l'Empire. L'empereur restait, pour toutes les couches de la population des cantons, le garant des privilèges, de tous les droits et de l'autorité administrative.
Par leur victoire sur les Habsbourg et les épreuves communes, la Confédération et ses alliés se rapprochèrent de plus en plus. Le qualificatif « suisse » comme dénomination collective des Confédérés et de leurs alliés survécut à la guerre de Souabe. Les Confédérés étaient appelés « suisses » par les chroniqueurs allemands depuis le XIVe siècle, le nom du canton de Schwyz s'étant imposé à tous les autres. Pour plusieurs Confédérés, et en premier lieu pour les bourgeois, cela apparut au début comme une insulte, car ils ne voulaient pas être mêlés aux paysans des cantons. En Allemagne méridionale et en pays Habsbourg, « Schweizer » ne fut longtemps qu'un raccourci pour l'insulte « Kuh-Schweizer », qui non seulement rappelait l'origine paysanne et roturière des Confédérés, mais faisait aussi allusion aux pratiques zoophiles que les Souabes prêtaient aux Suisses. Paradoxalement, ce nom de fantaisie gagna toute l'Europe au cours des guerres de Bourgogne et de Souabe, et vint même en faveur dans la Confédération. Les offensés avaient donné, par leurs succès militaires, ses lettres de noblesse à l'invective avec laquelle on les avait baptisés (mélioration). La Suisse, en tant que désignation administrative, ne fut jamais remise en cause. Depuis le XVIIe siècle, « Confédération suisse » est le terme le plus répandu et devint en 1803 la désignation officielle de l'État moderne.

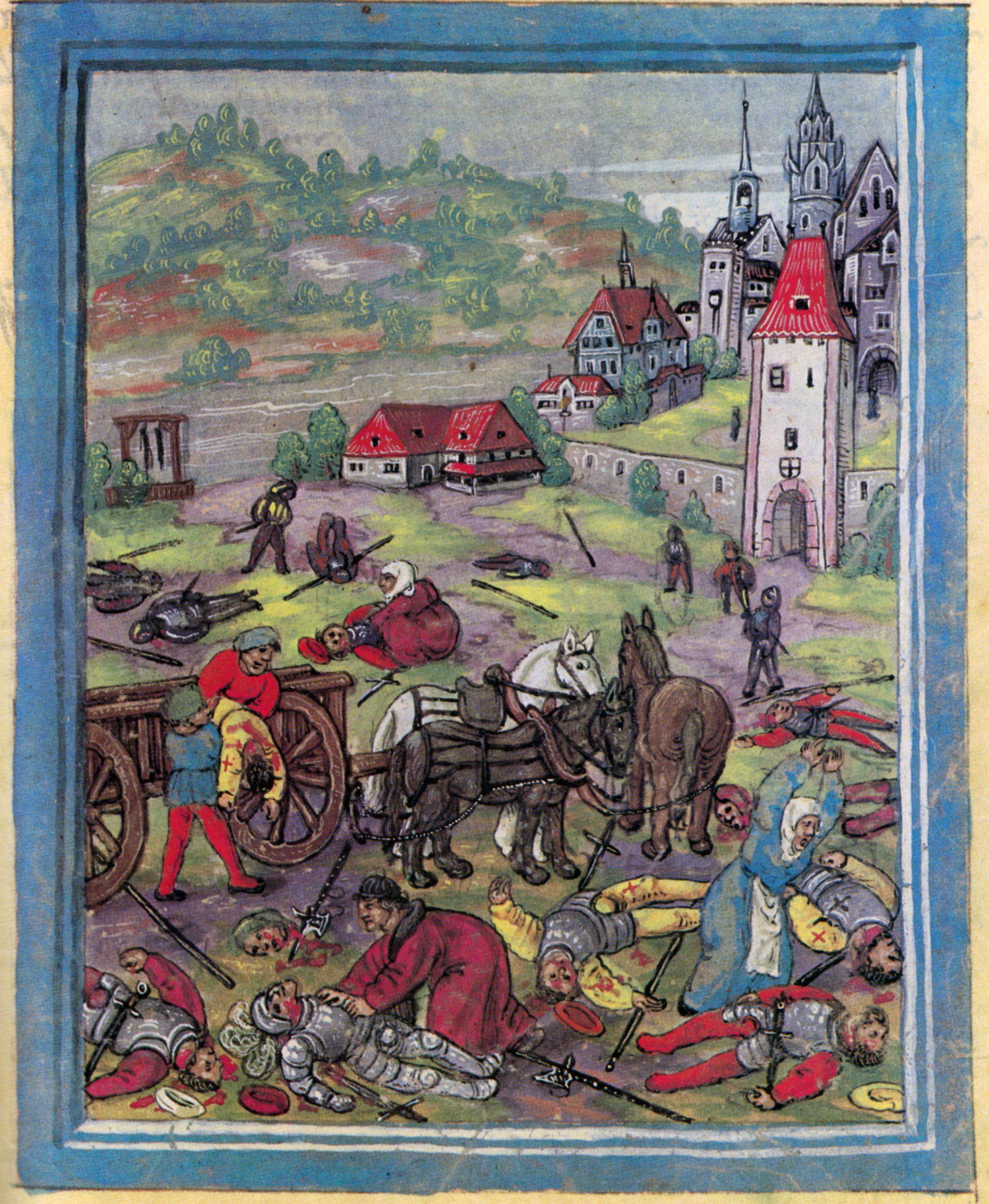
Des femmes et des prêtres emmenant les corps des soldats de la ligue de Souabe en dehors de la ville de Constance après la bataille de Schwaderloh.

Après la paix de Bâle et le rattachement de Bâle et de Schaffhouse à la Confédération, les frontières nord et est furent, à quelques détails près, maintenues jusqu'en 1798. La reconnaissance de l'autorité des Confédérés par le roi Maximilien Ier impliquait aussi tacitement le renoncement de la Confédération à toute expansion territoriale ultérieure vers le nord par conclusion d'accord ou de ligues avec d'autres communes, cantons ou États, ce qui s'est traduit en pratique depuis. La guerre de Souabe aura ainsi été la dernière grande confrontation entre la Suisse et l'empire des Habsbourg jusqu'aux guerres napoléoniennes.
Malgré le succès de plusieurs invasions et pillages des régiments confédérés dans le Sundgau, le Klettgau et l'Hegau, la Confédération ne parvint pas à s'étendre territorialement. Soleure, Schaffhouse et Zurich essayèrent bien plusieurs fois de convaincre les autres cantons d'occuper plus durablement les positions capturées, ou de sécuriser les conquêtes, mais la défiance entre les villes et les cantons ne leur permit pas d'aboutir. La cruauté des combats avait incité la population des régions frontalières à déserter ses villages, de sorte qu'il n'aurait d'ailleurs pas fallu compter sur une collaboration de la population pour protéger le territoire à la suite d'une annexion.

## Documentation externe
Bibliographie : 
- (de) Willibald Pirckheimer, « Der Schweizerkrieg » (trad. en 1998 par Fritz Wille du « De bello Suitense sive Elvetico »), Baden, Merker im Effingerhof, Allemagne.
- (de) Peter Niederhäuser et al. (éd.), Vom «Freiheitskrieg» zum Geschichtsmythos: 500 Jahre Schweizer- oder Schwabenkrieg. Volkshochschule des Kantons Zürich. Zurich, Chronos 2000.

- (de) Cet article est partiellement ou en totalité issu de l’article de Wikipédia en allemand intitulé « Schwabenkrieg » (voir la liste des auteurs).

Liens externes :
- (de) « Forum 1499 » - un projet d'exposition (1999) sur la guerre de Souabe
- (de) Sources documentaires sur la guerre de Souabe avec des indications de lecture complémentaire et une littérature secondaire sous forme textuelle
- (de) Archives cantonales de Schaffhouse - la guerre de Souabe de 1499 du point de vue de Schaffhouse
- (de) Site web de l'association « les Lansquenets de Thurgovie », commémorant la bataille de Schwaderloh
- (de) Heinrich von Fürstenberg, un belligérant de la guerre de Souabe
- (de) Portail thématique « Guerre de Souabe » sur historicum.net